# Asas em flecha
Asas em flecha são asas com ângulos para trás ou, ocasionalmente, para a frente (na asa com enflechamento negativo), a partir de sua raiz, em vez de em uma direção reta lateral. Asas deste tipo tem o efeito de atrasar as ondas de choque e acompanhar o aumento da resistência aerodinâmica causada pela compressibilidade do fluido perto da velocidade do som, melhorando o desempenho. Asas em flecha são, portanto, muitas vezes usadas em aeronaves a jato projetado para voar a estas velocidades. Elas são usadas às vezes também para outras razões, tais como a conveniência estrutural ou a visibilidade.